# Aeluroidea
Aeluroidea es un clado existente en el presente de carnívoros feliformes, endémicos de América del Norte, América del Sur, África y Asia. Aparecieron durante el Oligoceno, hace unos 33,3 millones de años.

## Taxonomía
Aeluroidea fue nombrada por William Henry Flower en 1869. Fue asignada a Carnivora por Flower (1883) y Carroll (1988); y a Feliformia de Bryant (1991).